# Retransmetteur de Skelton
Le retransmetteur de Skelton est un émetteur radio se trouvant en Cumbria, Grande-Bretagne.
1. ↑  (en) « Skelton Transmission Mast (Skelton, 2001) », sur Structurae (consulté le 17 octobre 2021)